# Odontomyia kiricenkoi
Odontomyia kiricenkoi är en tvåvingeart som först beskrevs av Pleske 1922.  Odontomyia kiricenkoi ingår i släktet Odontomyia och familjen vapenflugor. Inga underarter finns listade i Catalogue of Life.